# Emblème du Népal
L'emblème du Népal ont été modifiées durant la période de réconciliation nationale faisant suite à la guerre civile. Le 28 mai 2008, un nouvel emblème est introduit.

Le 13 juin 2020, l'emblème est modifié pour ajouter la nouvelle carte du Népal incluant les revendications territoriales du Népal  sur le territoire de Kalapani et le col de Lipulekh.
Il contient le drapeau du Népal, l'Everest, les collines vertes symbolisant les régions montagneuses du Népal et de couleur jaune symbolisant la fertile région de Terai, les mains d'un homme et d'une femme se rejoignent pour symboliser l'égalité des sexes. Au-dessus, une silhouette blanche représente la carte du Népal. Le tout est entouré d'une guirlande de rhododendrons (la fleur nationale). À la base des armoiries, un liseré rouge porte la devise nationale en sanskrit : जननी जन्मभूमिश्च स्वर्गादपी गरीयसी (jananī janmabhūmiśca svargādapi garīyasī), qui se traduit par « La mère et la mère patrie sont plus grandes que le ciel ».

## Anciennes armoiries
L'emblème en usage avant le 28 mai 2008 se composait d'une vache blanche, un lophophore resplendissant, deux soldats gurkhas (l'un portant un kukri et un archet, et l'autre un fusil), les sommets de l'Himalaya, surmontés par deux drapeaux népalais, deux kukris, les traces de pas de la Gorakhnath (la divinité gardienne des Gurkhas) et le couronne royale.

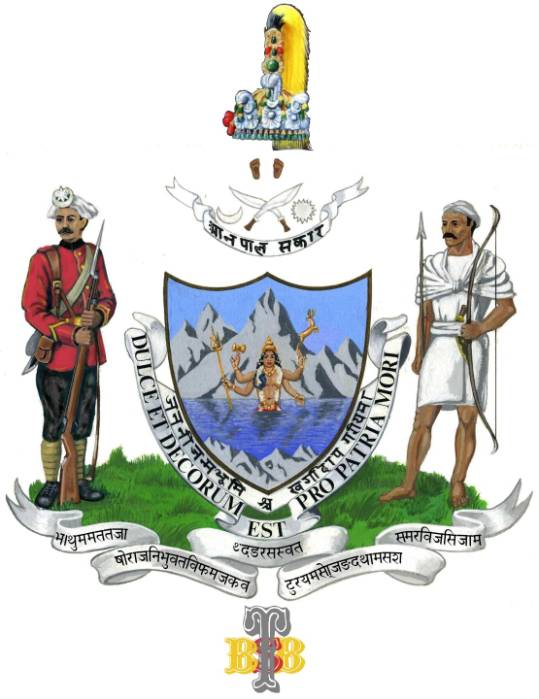
Armoiries du royaume du Népal (1935)
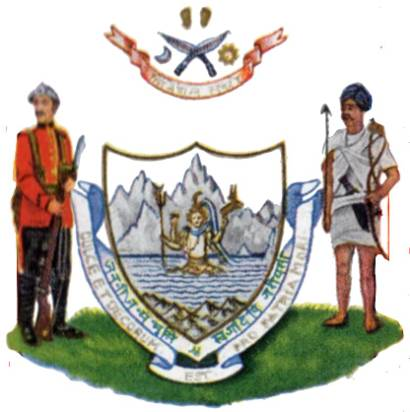
Armoiries du royaume du Népal (1935-1946)
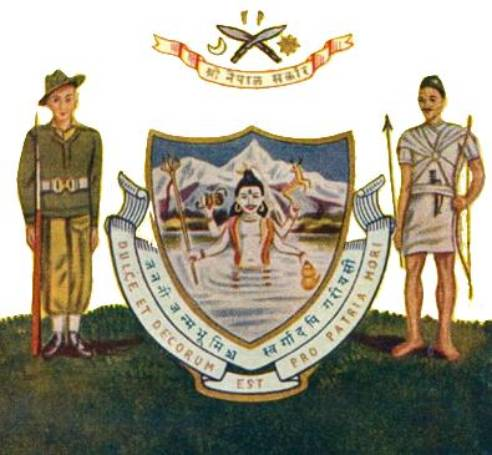
Armoiries du royaume du Népal (1946-1962)
Emblème du royaume du Népal (1962-2008)
Emblème du Népal (2008-2020)